# 別克斯島
別克斯島（西班牙語：Isla de Vieques）是波多黎各的島嶼，位於加勒比海東北部，長33公里、寬7公里，面積135平方公里，距離主島12公里，每年平均降雨量1,100至1,400毫米，最高點海拔高度300米，2000年人口9,530。

## 外部連結

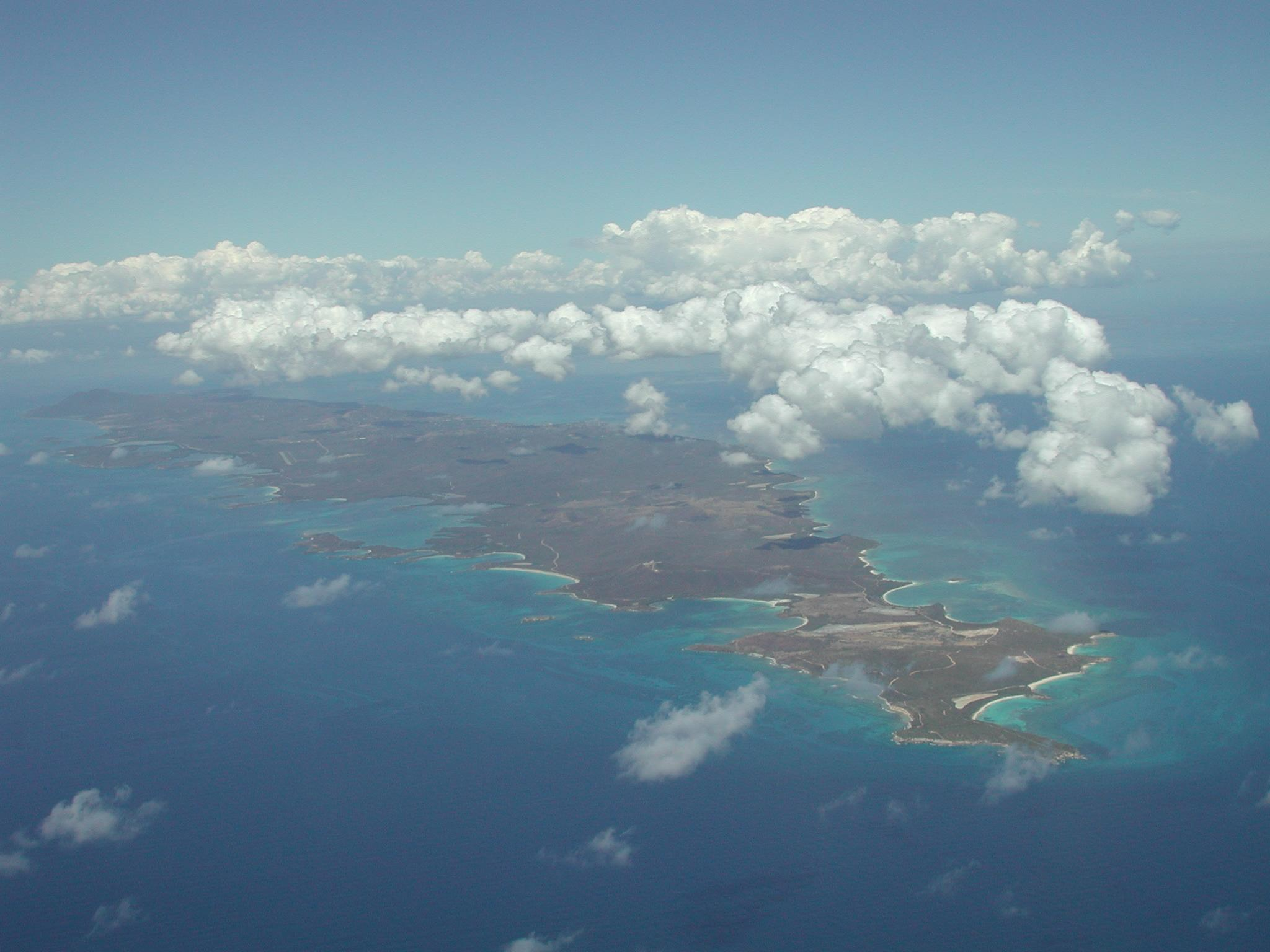

- Vieques, Puerto Rico: ATSDR Documents Dealing with the Isla de Vieques Bombing Range（页面存档备份，存于）